# Bukówko (gromada)
Bukówko – dawna gromada, czyli najmniejsza jednostka podziału terytorialnego Polskiej Rzeczypospolitej Ludowej w latach 1954–1972.
Gromady, z gromadzkimi radami narodowymi (GRN) jako organami władzy najniższego stopnia na wsi, funkcjonowały od reformy reorganizującej administrację wiejską przeprowadzonej jesienią 1954 do momentu ich zniesienia z dniem 1 stycznia 1973, tym samym wypierając organizację gminną w latach 1954–1972.
Gromadę Bukówko z siedzibą GRN w Bukówku utworzono – jako jedną z 8759 gromad na obszarze Polski – w powiecie białogardzkim w woj. koszalińskim na mocy uchwały nr 43/54 WRN w Koszalinie z dnia 5 października 1954. W skład jednostki weszły obszary dotychczasowych gromad Bukówko, Słonino i Zaspy Wielkie ze zniesionej gminy Pomianowo oraz obszar dotychczasowej gromady Retowo ze zniesionej gminy Tychowo w tymże powiecie. Dla gromady ustalono 12 członków gromadzkiej rady narodowej.
1 stycznia 1958 z gromady Osówko wyłączono: a) wieś Zaspy Wielkie, włączając ją do gromady Pomianowo oraz b) wieś Retowo, włączając ją do gromady Tychowo w tymże powiecie, po czym gromadę Bukówko zniesiono, a jej (pozostały) obszar włączono do gromady Dobrowo tamże.